# Hermann Clemenz
Hermann Karl Eduard Clemenz (* 23. Januar 1846 in Dorpat, Gouvernement Livland; † 28. März 1908) war ein baltischer Schachspieler und Journalist.

## Leben
Clemenz besuchte das Dorpater Gymnasium und war an der Kaiserlichen Universität Dorpat als Jurist zwischen 1867 und 1877 immatrikuliert. Vom Ende der 1860er Jahre bis etwa 1880 galt er in Russland als einer der stärksten Spieler. Andreas Ascharin, ein Schachpartner von Clemenz schon seit der Gymnasialzeit, beschrieb sein Spielstil wie folgt: „Von Natur speculativ angelegt, auch in der Erregung seine Selbstbeherrschung nicht verlierend, war er ebenso geschickt, durch das Labyrinth verwickelter Combinationen den rechten Weg zu finden, jede Blöße des Feindes zu benutzen und den errungenen Vortheil bis zum endlichen Siege auszunutzen, als er auch in der höchsten Bedrängniß Mittel und Wege zu finden wußte, den Widerstand zu verlängern und den Triumph des Gegners zu erschweren“.
Gemeinsam mit Ascharin und Friedrich Amelung gründete Clemenz in Dorpat einen Schachverein. Ende 1869 reiste er nach Sankt Petersburg, wo er mit verschiedenen Gegnern hunderte Partien erfolgreich spielte. Er führte zudem mehrmals bis zu sechs Spiele gleichzeitig à l'aveugle und wechselte mit dem Großfürsten Konstantin Nikolajewitsch eine Partie. 1877 nahm er ebendort an einem Turnier mit Beteiligung von Michail Tschigorin, Emanuel Schiffers und weiteren Spielern teil. Im Match aus fünf Partien gegen Simon Alapin musste er sich mit 1½ Punkten zufriedengeben. Von 1879 bis 1882 und erneut von 1884 bis 1890 war Clemenz Mitglied im St. Petersburger Verein von Freunden des Schachspiels. Anfang 1881 erreichte er den dritten Platz bei einem Turnier hinter Tschigorin und Alapin. Seither hat er sich von der Spielpraxis fast vollständig zurückgezogen. In den Korrespondenzkämpfen Sankt Petersburg - London 1886/1887 und Sankt Petersburg - Paris 1894 gehörte er zum Spielkomitee. 1901 wurde er bei einem Turnier Dritter mit nur einer verlorenen Partie und einem Punkt Rückstand auf Grigori Helbach und Sergei Lebedew.
Clemenz war in Orenburg beim Generalgouverneur Kryschanowski und in Kasan als Hauslehrer engagiert. Seit 1881 redigierte er die Schachspalte im „Revaler Beobachter“, welche als die älteste Schachspalte im Baltikum gilt. Danach wurde er Mitredakteur und Leiter der Schachspalte im „St. Petersburger Herold“.
Nach Hermann Clemenz ist die Clemenz-Eröffnung benannt, die mit dem Zug 1. h2–h3 eingeleitet wird.

## Partiebeispiel
|   | a | b | c | d | e | f | g | h |   |
| 8 |   |   |   |   |   |   |   |   | 8 |
| 7 |   |   |   |   |   |   |   |   | 7 |
| 6 |   |   |   |   |   |   |   |   | 6 |
| 5 |   |   |   |   |   |   |   |   | 5 |
| 4 |   |   |   |   |   |   |   |   | 4 |
| 3 |   |   |   |   |   |   |   |   | 3 |
| 2 |   |   |   |   |   |   |   |   | 2 |
| 1 |   |   |   |   |   |   |   |   | 1 |
|   | a | b | c | d | e | f | g | h |   |

Die nachfolgende Partie mit Friedrich Eisenschmidt, gespielt in Dorpat am 20. Mai 1862, wurde in „Samoutschitel schachmatnoi igry“ von Schiffers und vielen anderen Schachbüchern abgedruckt.
1. e4 e5 2. Sf3 Sc6 3. Lc4 Lc5 4. b4 Lxb4 5. c3 Lc5 6. d4 exd4
7. cxd4 Lb6 8. 0–0 d6 9. Sc3 Ld7 10. e5 dxe5 11. Te1 Sge7
12. Sg5 Le6 13. Lxe6 fxe6 14. Sxe6 Dd6 15. Sxg7+ Kf8 16. Dg4
Lxd4 17. Se4 Db4 (17. … Dg6 wäre deutlich besser gewesen) 18. Se6+ Ke8 19. Sf6+ Kf7 20. Sg5+ Kf8 Es folgt der Läuferzug nach a3, welcher der Vorbereitung zum „problemgemässen erstickten Matt“ dient.
21. La3 Dxa3 22. De6 Sd8 23. Df7+ Sxf7 24. Se6# 1:0